# HD12881
HD12881 — хімічно пекулярна зоря спектрального класу A2, що має видиму зоряну величину в смузі V приблизно  7,2.
Вона  розташована на відстані близько 416,5 світлових років від Сонця.